# بيكي ستيرن
بيكي ستيرن (بالإنجليزية: Becky Stern)‏ هي فنانة أمريكية، ولدت في 29 يناير 1985 في فلوريدا في الولايات المتحدة.